# 김나율 (가수)
김나율(1998년 3월 26일 ~ )은 대한민국의 트로트 가수이다.

## 데뷔
- 2024년 6월 20일 싱글《전화받어》로 데뷔했다.[1]

## 음반[2]
- 2025.02.06. 싱글 《오시리》(장르: 성인가요/트로트, 발매사: 오감엔터테인먼트, 기획사: 월드비젼)[3]
- 2025.06.05 싱글 <투플러스원(2+1)> (장르:성인가요/락/EDM/트로트/댄스 , 발매사:다날엔터테인먼트, 기획사 : 주식회사로켓단,월드비젼)

## 활동
- 2023년 방영된 TV조선 '내일은 미스트롯3'에 참가했다. 수 많은 가요제에서 대상을 수상해서[4] '대상청소기'라는 별명이 생겼고, '흥나율'이라는 별명도 얻었다.[5]
- 2024년 1월 31일 공식 팬카페가 개설됐다. 팬들 간의 인사말은 '율하'이다.

## 방송
- 미스트롯3 (2023~2024)
- JYP 박진영의 KBS 더딴따라
- TV조선 미스터로또
- KBS 전국노래자랑
- TV조선 노래하는 대한민국

## 공연
- 2025 남진 60주년 콘서트 게스트
- 미국 LA, San Francisco, Las Vegas, Kansas
- 일본 Osaka, Kagoshima
- 유럽 Germany, Hungary, Austria, Czech
- 중국 Xi'an
- 한국 전국 다수 공연

## 학력
- 국립전통예술중학교 졸업
- 국립전통예술고등학교 졸업
- 2017 ~ 2022년 중앙대학교 한국음악과 (경기민요 전공) 학사[6]

## 수상
- 2023년 KBS 《전국노래자랑》 금천구편 우수상[7]
- 2023년 TV조선 《노래하는 대한민국》 용인시편 대상[8]
- 2023년 《제22회 밀양아리랑 가요제》 대상[9]
- 2024년 TV조선 내일은 미스트롯3 TOP12
- 고복수가요제, 고모령가요제 외 다수 수상

## 경력
- 2024.09.25. 세계한인회총연합회 홍보대사
- 2025.01.23. 서울시 금천구 홍보대사[10][11]

## 기타
- 신체 : 키 166cm
- 별명 : 대상청소기, 흥나율, 퀸나율
- 취미 : 운동
- 악기 : 태평소,장구,피아노,꽹과리,가야금